# Johann Friedrich Pfeffinger

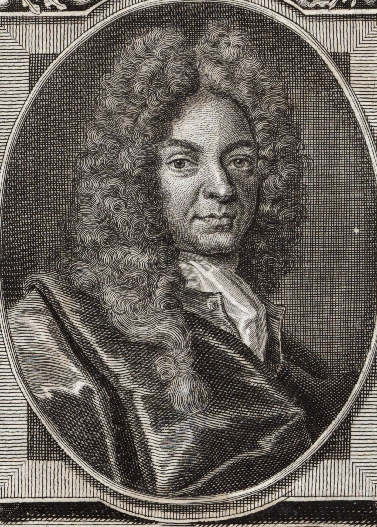
Johann Friedrich Pfeffinger

Johann Friedrich Pfeffinger (* 5. Mai 1667 in Straßburg; † 27. August 1730) war ein deutscher Rechtsgelehrter. Auf dem Gebiet des deutschen Staatsrechts verfasste er sein Hauptwerk Vitriarius Illustratus, das einen Kommentar zum Justinianischen Institutionen-Nachschlagwerk Institutiones iuris publici des Rechtswissenschaftlers Philipp Reinhard Vitriarius darstellt.

## Leben
Johann Friedrich Pfeffinger war ein Sohn des Lederfabrikanten Daniel Pfeffinger, der einer früher sehr angesehenen Familie entstammte. Seine Mutter Susanne Bebel war die Tochter eines Weißgerbers und die Schwester des Straßburger Professors Balth. Er besuchte das Gymnasium seiner Vaterstadt und begann dann an der dortigen Universität seine akademische Laufbahn. Rebhan, Schrag und Kulpis waren seine maßgeblichen Lehrer auf dem Gebiet der Jurisprudenz, die er zu seinem Beruf wählte. In der Philosophie hörte er Fausts, Zentgrafs und Scheidts Vorlesungen. Seine historischen Kenntnisse erweiterte sein Onkel mütterlicherseits, Balthasar Bebel. In Leipzig setzte er seit dem Sommer 1687 seine Studien fort. An Professor Leonhard Baudiss fand er dort einen Gönner, der ihn zu einem tüchtigen Rechtsgelehrten heranbildete.
In seinen Mußestunden beschäftigte sich Pfeffinger mit der Mathematik und Geographie. Auch neuere Sprachen hatte er gründlich erlernt und konnte etwa Unterricht in Französisch erteilen. Der herausragende Ruf des Historikers Konrad Samuel Schurzfleisch zog ihn 1690 nach Wittenberg. Doch blieb er hier nicht lange, da der Cellesche Geheime Rat (Minister) und Vizekanzler Weipart Ludwig von Fabrice ihm bald eine  vorteilhafte Hofmeisterstelle anbot. Pfeffinger nahm diesen Posten an und fungierte nun bis Ende 1692 als Erzieher des ältesten Sohnes seines Arbeitgebers, Johann Ludwig von Fabrice. Am 12. Januar 1693 kam  er als Professor der Mathematik an die Ritterschule in Lüneburg, die 1712 zur Akademie erhoben wurde. 1708 avancierte er nach dem Tod Theodor Georg Rosenhagens zum Inspektor der Anstalt. Sein vorgerücktes Alter und sein schlechter Gesundheitszustand bewogen ihn, die Bibliothekariatsstelle in Hannover auszuschlagen, die ihm die Landesregierung 1724 zugedacht hatte, nachdem der Vorsteher des königlichen Büchersaals, Johann Georg von Eckhart, wegen dringender Schulden entwichen war. Seine Kränklichkeit, besonders ein heftiges Steinleiden, an dem er schon seit mehreren Jahren litt, nötigte Pfeffinger, 1729 um seine Entlassung anzusuchen. Sie wurde ihm im September 1729 gewährt, mit einer Pension von 300 Reichstalern und dem Rang eines königlichen großbritannischen Rats. Er starb jedoch bereits am 27. August 1730 im Alter von 63 Jahren.
Verheiratet war Pfeffinger seit 1709 mit der Witwe seines Amtsvorgänger Rosenhagen, einer geborenen Sievers, die ihn überlebte. Ihre Ehe blieb kinderlos.
Als Mensch war Pfeffinger sehr geachtet. Seine Zeitgenossen rühmen seine rastlose Tätigkeit und seinen bescheidenen, anspruchslosen und sittenstrengen Charakter. Viele seiner Handlungen sprechen für seine Milde und wohlwollende Gesinnung. Sein Bildnis vor der aus seinem Nachlass gedruckten Historie des Braunschweig-Lüneburgischen Hauses soll mehr Ähnlichkeit mit ihm haben als ein anderes vor seinem Vitriarius Illustratus.

## Werke

### Vitriarius Illustratus
In der Mathematik, Geschichte und Genealogie besaß Pfeffinger umfassende Kenntnisse. Besonders verdient machte er sich aber um die Bearbeitung des Deutschen Staatsrechts. Er übertraf seine Vorgänger durch fleißige Benutzung aller ihm zugänglichen Hilfsmittel, die ihm teils seine eigene Büchersammlung, teils andere Bibliotheken boten. So verfasste er bereits im Alter von 24 Jahren unter dem Titel Vitriarius Illustratus, seu Institutiones Iuris Publici Romano-Germanici … (Freiburg 1691) seinen berühmten Kommentar über die Institutiones iuris publici des Leidener Professors Philipp Reinhard Vitriarius. Da er sich aber nicht als Autor namhaft machte, gab er zu mannigfachen Vermutungen über den Verfasser jenes Werks Anlass. Es wurde öffentliche Kritik geäußert, dass sein Werk eine unreife Arbeit sei. Einige Jahre danach gab Pfeffinger eine zweite, stark vermehrte und verbesserte Ausgabe in zwei Bänden (Gotha 1698 und 1699) heraus, bei der er sich nun als Autor zu erkennen gab. Die dritte Auflage erschien 1712 und 1718, und ihr schlossen sich 1725 noch ein dritter und 1731 ein nach dem Tod des Verfassers von Gebhardi herausgegebener vierter Band an.
Den zweiten Band der Vitriarius Illustratus widmete Pfeffinger dem Prinzen Friedrich Ludwig, Prince of Wales, den dritten dem König Georg I. Die Dedikation an den ebengenannten Monarchen ist ziemlich weitläufig und enthält einen Abriss der Geschichte des britischen Reichs. Außer einem hinzugefügten kurzen Verzeichnis der wichtigsten Schriftsteller im Fach des Staatsrechts enthielt der vierte Band dieser neuen Ausgabe noch in einem Anhang die Wahlkapitulation Kaiser Josephs I., die Friedensschlüsse von Rijswijk, Rastatt und Baden sowie die Pragmatische Sanktion Kaiser Karls VI. Dem Fehlen eines allgemeinen Registers über die hie und da zerstreuten Nachrichten half Christian Gottlieb Riccius ab durch ein in lateinischer Sprache geschriebenes Repertorium (Gotha 1741).
Eine gering geschätzte Arbeit unternahm ein Neffe Pfeffingers durch einen Auszug aus jenem Werk (Vitriarius illustratus et in Compendium redactus, Straßburg 1728). Dieses Exzerpt, das nur einen Teil des ersten Buchs umfasst, erschien in Form eines Traktats, fand jedoch, als eine Fabrikarbeit, wenig Anklang beim gelehrten Publikum. Länger hielt sich Pfeffingers größeres Werk in seinem anerkannten Wert, den ihm die fleißige Benutzung der Geschichtsquellen und die mitgeteilten, zum Teil seltenen Urkunden und Staatsakten geben. Eine noch bedeutendere Arbeit hätte Pfeffinger geliefert, wenn er sich von der einseitigen Methode des Vitriarius, das deutsche Staatsrecht nach Art der bürgerlichen Gesetze Justinians einzurichten, entfernt hätte und einem eigenen System gefolgt wäre. Das Buch wirkte dadurch etwas planlos und war ohne genaue Register nur schwer zu benutzen. Trotzdem behauptete das Werk, besonders als Urkundensammlung, bis ins 19. Jahrhundert seinen Wert.

### Weitere Werke
Außer seinem Hauptwerk Vitriarius Illustratus schrieb Pfeffinger Merkwürdigkeiten des 17. Jahrhunderts, welches Buch 1706 in Hamburg in einem starken Quartband von 113 Bogen gedruckt wurde, aber gleichwohl nur die ersten 20 Jahre enthält. Mehr eine Statistik als eine eigentliche Erdbeschreibung lieferte er in seiner Geographia curiosa (Leipzig 1690), in der er nicht nur die Städte, Flüsse, Berge, Inseln etc. auf der ganzen Erde namhaft macht, sondern auch ein Verzeichnis aller Päpste, Kaiser, Kurfürsten etc. nebst einer gedrängten Übersicht der wichtigsten Weltbegebenheiten bringt. Aus seinem Nachlass gab sein gleichnamiger Neffe Johann Friedrich Pfeffinger einen sehr ungenügenden Abdruck einer Historie des Braunschweig-Lüneburgischen Hauses (3 Bde., Hamburg 1731–34) heraus. Er verarbeitete die zum Teil wertvollen Kollektaneen seines Onkels unter Zugrundelegung des Textes der Rehtmeierschen Chronik in nachlässiger Weise zu einem Werk, das dem Ruhm seines Onkels wenig dienlich war. Nach einem hinterlassenen Manuskript wurde auch Pfeffingers Historisch-genealogischer Bericht von den Herren von Thun gedruckt (in der Sammlung ungedruckter Urkunden zur Erläuterung der niedersächsischen Geschichte und Altertümer, Göttingen 1751, 3. St., S. 7–64).
Unter Pfeffingers kleinen Schriften sind noch seine Problèmes mathématiques (Leipzig 1688) und die Manière de fortifier à la Vaubanne (Amsterdam 1690) zu erwähnen. Ausführlicher behandelte er diesen Gegenstand in der Nouvelle fortification, ou recueil de differentes manières de fortifier en Europe (Amsterdam 1698). Unter den zahlreichen Manuskripten, die Pfeffinger hinterließ, und die teils von seinen Verwandten veräußert wurden, teils in fremde Hände gerieten, befanden sich eine mit großem Fleiß ausgearbeitete Diplomatische Geschichte aller adeligen Geschlechter und Klöster im Lüneburgischen, die Fortsetzung der Merkwürdigkeiten des 17. Jahrhunderts, Collectanea theologico-politiica, ein Catalogus Pontificum Romanorum novem priorum saeculorum, Collectanae de Coenobio illustri Michaelitano Luneburgensi u. a. auf Lüneburg bezügliche Schriften, von denen Johann Friedrich Jugler in seinen Beiträgen zur juristischen Biographie (4. Bd., S. 173 ff.) ein vollständiges Verzeichnis lieferte. Die genealogischen Schriften Pfeffingers erwarb der Geheimrat von Praun.